# 703
703（七百三、ななひゃくさん）は自然数、また整数において、702の後で704の前の数である。

## 性質
- 703は合成数であり、約数は 1, 19, 37, 703 である。
  - 約数の和は760。
- 7番目の第1定義によるカプレカ数であり 7032 = 494209 、494 + 209 = 703 となる。1つ前は297、次は999。
- 213番目の半素数である。1つ前は699、次は706。
- 703 = 1 + 2 + 3 + 4 + 5 + 6 + 7 + 8 + 9 + 10 + … + 36 + 37
  - 37番目の三角数である。1つ前は 666、次は 741。
    - 三角数において各位の和も三角数になる24番目の数である。1つ前は528、次は780。(オンライン整数列大辞典の数列 A062099)
    - 703 = 325 + 378
      - 2つの異なる三角数の和で表せる17番目の三角数である。1つ前は666、次は741。(オンライン整数列大辞典の数列 A112352)

    - 12番目の素数番目の三角数である。1つ前は496、次は861。(オンライン整数列大辞典の数列 A034953)

  - 19番目の六角数である。1つ前は630、次は780。
- コラッツの数列において初期値に703を選ぶと、1に到達するまでに170ステップかかり、その最大値は250504にも達する。最大値が6桁になる初めての数である。
  - コラッツの数列においてステップ数を更新する19番目の数である。1つ前は649、次は871。(オンライン整数列大辞典の数列 A006877、このステップ数はオンライン整数列大辞典の数列 A006878)
  - コラッツの数列において数列の中の最大値を更新する10番目の数である。1つ前は639、次は1819。(オンライン整数列大辞典の数列 A006884、この最大数はオンライン整数列大辞典の数列 A006885)
  - コラッツの数列において数列の中の最大値が初めて6桁になる数である。1つ前の5桁は255、次の7桁は1819。(オンライン整数列大辞典の数列 A222291)
- 703 = 260 + 261 + 262
  - a = 26 のときの a0 + a1 + a2 の値とみたとき1つ前は651、次は757。
  - 26の累乗和とみたとき1つ前は27、次は18279。(オンライン整数列大辞典の数列 A218729)
    - 703 = 263 − 1/26 − 1 = 273 + 1/27 + 1

  - この形の三角数としては4番目の数である。1つ前は91、次は3081。
- 各位の和が10になる55番目の数である。1つ前は640、次は712。
- 703 = 36 − 33 + 1
  - n = 3 のときの n6 − n3 + 1 の値とみたとき1つ前は57、次は4033。(オンライン整数列大辞典の数列 A060891)
- 703 = 282 − 81
  - n = 28 のときの n2 − 81 の値とみたとき1つ前は648、次は760。(オンライン整数列大辞典の数列 A098850)

## その他 703 に関連すること
- ISO 3166-1（JIS X 0304）国名コードの703は、スロバキア。
- ボーダフォン日本（現ソフトバンクモバイル）の携帯電話端末。
  - Vodafone 703SH
  - Vodafone 703SHf
  - Vodafone 703N
- 第七〇三海軍航空隊は、大日本帝国海軍の飛行隊。1942年（昭和17年）に千歳海軍航空隊から改称。
- ノストラダムスの諸世紀6-2に703が登場する。

　「多かれ少なかれ580年頃に　妙な年代で　703年には天にしるしがあって　多くの王国は変わるだろう」(『諸世紀』大乗和子訳　たま出版)